# Linzer Athletik-Sport-Klub 2016-2017
Questa voce raccoglie le informazioni riguardanti il Linzer Athletik-Sport-Klub nelle competizioni ufficiali della stagione 2016-2017.

## Rosa
| N. |                     | Ruolo | Calciatore          |
| -- | ------------------- | ----- | ------------------- |
| 1  | Austria (bandiera)  | P     | Pavao Pervan        |
| 3  | Austria (bandiera)  | C     | Manuel Kerhe        |
| 6  | Austria (bandiera)  | D     | Philipp Wiesinger   |
| 7  | Austria (bandiera)  | A     | René Gartler        |
| 8  | Brasile (bandiera)  | A     | Fabiano             |
| 10 | Slovenia (bandiera) | C     | Rajko Rep           |
| 11 | Austria (bandiera)  | A     | Marko Raguz         |
| 13 | Austria (bandiera)  | D     | Maximilian Ullmann  |
| 15 | Austria (bandiera)  | D     | Christian Ramsebner |
| 16 | Austria (bandiera)  | C     | Lukas Grgic         |
| 17 | Austria (bandiera)  | D     | Felix Luckeneder    |
| 20 | Austria (bandiera)  | D     | Stefan Hager        |
| 21 | Turchia (bandiera)  | C     | Doğan Erdoğan       |

| N. |                    | Ruolo | Calciatore        |
| -- | ------------------ | ----- | ----------------- |
| 22 | Austria (bandiera) | C     | Thomas Mayer      |
| 23 | Austria (bandiera) | C     | Mario Reiter      |
| 24 | Austria (bandiera) | P     | Nicolas Schmid    |
| 25 | Brasile (bandiera) | D     | Paulo Otávio      |
| 26 | Austria (bandiera) | D     | Reinhold Ranftl   |
| 28 | Francia (bandiera) | A     | Dimitry Imbongo   |
| 29 | Austria (bandiera) | D     | Michael Lageder   |
| 31 | Serbia (bandiera)  | P     | Filip Dmitrović   |
| 34 | Austria (bandiera) | C     | Peter Michorl     |
| 35 | Austria (bandiera) | P     | Maximilian Penz   |
|    | Austria (bandiera) | C     | Fabian Miesenböck |
|    | Ghana (bandiera)   | C     | Kennedy Boateng   |